# The Nearness of You
The Nearness of You è una canzone scritta nel 1938 da Hoagy Carmichael, con il testo di Ned Washington. La canzone fu inserita nella colonna sonora del film Romance in the Dark nell'interpretazione dell'attrice Gladys Swarthout del Metropolitan Opera House. 
La prima incisione discografica fu registrata il 28 aprile del 1940 dall'orchestra di Glenn Miller, con la cantante Ray Eberle. Il disco raggiunse ben presto la classifica dei dischi più venduti ed arrivò alla 5 posizione.

## Altre interpretazioni
- Paul Anka
- Ray Anthony
- Eddy Arnold
- Shirley Bassey
- Perla Batalla
- Brook Benton
- Paul Bley Trio
- Pat Boone
- Fabrizio Bosso (strumentale)
- Boston Pops Orchestra
- Connee Boswell (Decca)
- James Brown
- Michael Brecker e James Taylor
- Les Brown
- Ray Brown
- Chick Bullock
- Cake
- Hillary Capps
- Hoagy Carmichael
- Bill Charlap
- Larry Clinton
- Rosemary Clooney
- Arnett Cobb
- Nat King Cole
- Cy Coleman (MGM)
- Bing Crosby
- Vic Damone
- Dorothy Dandridge
- Sammy Davis, Jr. (1957, UK, Brunswick) with "Mad Ball"
- Bill Doggett
- Lou Donaldson (Blue Note)
- The Dorsey Brothers
- Jimmy Dorsey
- Sheena Easton
- Ray Eberle
- Percy Faith
- Robert Farnon
- Ella Fitzgerald
- Ella Fitzgerald e Louis Armstrong nell'album Ella and Louis (Verve, 1956)
- The Flamingos (1965 Philips)
- The Four Freshmen Golden Anniversary Celebrations (2001)
- Judy Garland
- Red Garland
- Crystal Gayle
- Stan Getz
- Dizzy Gillespie
- Jackie Gleason
- Robert Goulet
- Stéphane Grappelli
- Lionel Hampton
- Roy Hargrove
- Johnny Hartman
- Dick Haymes nell'album Rain or Shine, 1955
- Hash Brown (1963, Philips)
- Ray Herbeck (Vocalion)
- Woody Herman (registrata il 25 giugno 1950, Capitol)
- Fred Hersch
- Billie Holiday
- Eddy Howard (Columbia)
- Leslie Hutchinson
- Milt Jackson
- Etta James
- Harry James
- Joni James (1956, MGM)
- Dr. John
- Norah Jones
- Lisa Kelly & JB Scott (2013)
- Marie Knight (1963 Diamond)
- Kay Kyser
- Annie Lennox
- Rebekah Lhey Bella
- Abbey Lincoln e Hank Jones
- Guy Lombardo (Decca)
- Julie London
- Lisa Lovbrand
- Barbara Mandrell
- Bob Manning (Capitol)
- Branford Marsalis nell'album Trio Jeepy (1989)
- Mat Mathews Quintet (1952)
- Brad Mehldau
- Byron Melcher
- Helen Merrill
- Glenn Miller
- Mina
- Matt Monro
- Little Joey Morant (Mala, 1960)
- Frank Morgan
- Gerry Mulligan e Chet Baker  (1953)
- Peter Mulvey
- Ricky Nelson
- Willie Nelson
- Eva Olmerová
- Charlie Parker
- The Platters, 1961
- Della Reese nell'album An Evening with Della Reese, 1958
- Dianne Reeves
- Joe Reisman Orchestra and Chorus
- Marty Robbins
- Amália Rodrigues
- Rolling Stones
- Al Romero (RCA Victor)
- The Roommates (1963, Philips)
- George Shearing The Swingin's Mutual! (con Nancy Wilson) (1961)
- Dinah Shore
- Frank Sinatra
- Keely Smith
- Tab Smith (Checker)
- Jo Stafford
- The Stepping Stones (1963, Philips)
- Rod Stewart
- Ted Straeter (MGM)
- Barbra Streisand
- Reinhold Svensson
- Inga Swearengen
- Andrea Tessa
- Three Sounds (Blue Note)
- Mel Tormé
- Steve Tyrell
- Sarah Vaughan
- Johnny "Guitar" Watson (King)
- Elisabeth Welch
- Vic West (Planet, 1957 (Australia)
- Lizz Wright
- Mina
- Ornella Vanoni
- Larry Franco e Bepi D'Amato
- Chameleon Jazz Band Chameleon Jazz Band - the nearness of you, su YouTube.</ref>

## Nel cinema
- Fu inserito nella colonna sonora del film Proposta indecente ed eseguita da Sheena Easton